# Encyklopedia powstań śląskich
Encyklopedia Powstań Śląskich – polska encyklopedia pod redakcją Franciszka Hawranka, dotycząca historii Śląska w okresie powstań śląskich.

## Redakcja
Publikacja wydana w Opolu w 1982 była owocem pracy naukowców z Instytutu Śląskiego w Opolu. W opracowaniu materiału uczestniczył 62 osobowy zespół autorów. Byli to: Franciszek Hawranek, Andrzej Brożek, Aleksander Kwiatek, Andrzej Kornecki, Andrzej Paszta, Andrzej Szefer, Antoni Wilgusiewicz, Antoni Wróbel, Bogdan Cimała, Bolesław Reiner, Czesława Mykita-Glensk, Czesław Wawrzyniak, Celina Węgrzyn, Danuta Sieradzka, Damian Tomczyk, Edward Filipczyk, Edward Mendel, Elżbieta Trela, Ewa Wyglenda, Franciszek Biały, Franciszek Szymiczek, Grażyna Chomiczewska, Izabela Kuc, Innocenty Libura, Irena Antonów-Nitsche, Izabela Niwińska, Janina Duszyńska, Joachim Glensk, Jan Helik, Jolanta Kwiatek, Józef Kozik, Joanna Kuśnierz, Jan Łączewski, Jan Meissner, Józef Musioł, Jan Przewłocki, Juliusz Stecki, Krzysztof Brożek, Karol Fiedor, Leszek Izbiński, Monika Choroś, Mirosław Fazan, Michał Lis, Marian Piegza, Mieczysław Waranek, Piotr Świerc, Ryszard Bender, Stanisław Pajączkowski, Stanisław Senft, Teresa Konieczna, Tadeusz Marszałek, Teodor Musioł, Waldemar Chrószcz, Włodzimierz Kaczorowski, Wiesław Lesiuk, Weronika Rzepka, Władysław Zieliński, Zbigniew Biliński, Zenon Jasiński, Zbigniew Kowalski, Zbigniew Studencki, Zyta Zarzycka .

## Historia
Encyklopedia powstała z okazji 60 rocznicy wybuchu III powstania śląskiego .
Zawierała 2400 haseł, z czego 1500 to biografie osób związanych bezpośrednio lub pośrednio z powstaniami i plebiscytem na Górnym Śląsku. Wszystkie hasła są opatrzone podpisem autora. Dzieło opisuje nie tylko same działania powstańcze, ale też ich tło historyczne, genezę oraz skutki, a jako daty graniczne opracowania przyjęto okres pomiędzy rokiem 1918, a 1922. Zasięg terytorialny obejmuje teren Górnego Śląska: rejencji opolskiej oraz tej części Śląska, która decyzją administracji międzysojuszniczej wyłączona została z jej terenu i objęta plebiscytem .
Hasła uzupełniono materiałem fotograficznym udostępnionym przez lokalne śląskie placówki muzealne w Bytomiu, Chorzowie, Gliwicach, Leśnicy, Opolu i Zabrzu. Część materiałów udostępnili weterani powstań skupieni w kołach ZBoWiD lub ich rodziny. Z redakcją współpracowały zarządy ZBoWiDu w Byczynie, Częstochowie, Gliwicach, Katowicach, Lublińcu, Opolu, Pszczynie, Rybniku, Wodzisławiu Śląskim, Wrocławiu i Zabrzu. Kilku współpracowników redakcja wymienia imiennie. Byli to: Jan Bastek, Józef Bencz, Waldemar Chrószcz, Innocenty Libura, Eugeniusz Marek, Waleria Nabzdyk, Olga Ręgorowiczowa, Wanda Różańska, Władysław Sala, Helena Wiechuła .
Dzieło posiada także aneksy zawierające wyniki głosowań plebiscytowych w poszczególnych gminach górnośląskich, mapę obszaru plebiscytowego oraz kalendarium wydarzeń. Prócz zawartości merytorycznej zaprezentowano ówczesny stan badań naukowych nad tematyką powstańczą i plebiscytową, a także opinie historyków na prezentowane wydarzenia .